# Dōkō
Dōkō (瞳孔?) è il trentacinquesimo singolo della rock band visual kei giapponese Plastic Tree. È stato pubblicato il 4 settembre 2013 dall'etichetta major Victor Entertainment.
Il singolo è stato stampato in tre versioni, tutte in confezione jewel case e con copertine variate che mostrano una pupilla, dal titolo della canzone dōkō (瞳孔?, pupilla), di colore diverso su forme geometriche diverse (rispettivamente rossa su cerchio, gialla su quadrato, blu su triangolo): due special edition con differenti DVD extra, b-side e relativi remix, e una normal edition con le due b-side delle edizioni speciali senza però i DVD e i remix.

## Tracce
Dopo il titolo è indicata fra parentesi "()" la grafia originale del titolo, eventuali note sono indicate dopo il punto e virgola ";".

### Special edition A
1. Dōkō (瞳孔?) - 4:36 (Ryūtarō Arimura - Tadashi Hasegawa)
2. Jikanzaka (時間坂?) - 4:37 (Tadashi Hasegawa)
3. Jikanzaka (Akira Nakayama remix) (時間坂  (Akira Nakayama remix)?) (Tadashi Hasegawa)
4. Dōkō (Instrumental) (瞳孔 (Instrumental)?) - 4:38 (Tadashi Hasegawa)

#### DVD
1. Dōkō (瞳孔?); videoclip

### Special edition B
1. Dōkō (瞳孔?) - 4:36 (Ryūtarō Arimura - Tadashi Hasegawa)
2. Airen (アイレン?) - 5:24 (Kenken Satō - Akira Nakayama)
3. Airen (Akira Nakayama remix) (アイレン (Akira Nakayama remix)?) (Kenken Satō - Akira Nakayama)
4. Dōkō (Instrumental) (瞳孔 (Instrumental)?) - 4:38

#### DVD
1. Dōkō ~light and shadow edition~ (瞳孔〜light and shadow edition〜?); videoclip

### Normal edition
1. Dōkō (瞳孔?) - 4:36 (Ryūtarō Arimura - Tadashi Hasegawa)
2. Jikanzaka (時間坂?) - 4:37 (Tadashi Hasegawa)
3. Airen (アイレン?) - 5:24 (Kenken Satō - Akira Nakayama)
4. Dōkō (Instrumental) (瞳孔 (Instrumental)?) - 4:38 (Tadashi Hasegawa)

## Formazione
- Ryūtarō Arimura - voce e seconda chitarra
- Akira Nakayama - chitarra e cori
- Tadashi Hasegawa - basso e cori
- Kenken Satō - batteria